# 台中市公車811路
台中市公車811路目前行駛自豐原轉運中心經豐原高中、后里馬場、麗寶樂園到大甲體育場，由台中客運及中台灣客運營運。

## 歷史
- 2018年2月13日：通車，由捷順交通營運。[2]
- 2018年10月1日：「半張」站改為單邊設站(取消往豐原方向)。
- 2018年11月3日：配合花博期間(2018年11月03日至2019年4月24日)，繞駛至「花博外埔園區站」，取消停靠「月眉東甲后路口」。
- 2018年12月3日：「后里火車站（后里國小）」更名為「后里車站（后里國小）」。
- 2019年3月22日：新增「國豐路二段656巷口」。
- 2019年4月1日：「大甲火車站」更名為「大甲車站（中山路）」。
- 2019年4月28日：新增「麗寶國際賽車場」。
- 2019年9月1日：新增「水源愛國街口」、「內東梅里路口」(往豐原方向)。
- 2020年9月25日：新增「眉山」。
- 2021年4月1日：「豐勢國豐路口」更名為「蜈蚣崎步道口」。
- 2021年5月17日：新增「甲后路五段316巷口」。
- 2021年6月1日：新增「星科七星」、「后科七星」、「后科馬場路口」。
- 2023年12月16日：由台中客運、中台灣客運代駛。[3]
- 2024年5月1日：由台中客運、中台灣客運接駛。[4]
- 2024年6月17日：「二崁」站遷移至甲后路三段763巷旁。[5]
- 2024年9月2日：調整發車時刻。[6]

## 路線基本資料
全程行車里數約32.9公里，全程約90分鐘。往新政大安港路口71站，往豐原轉運中心72站。
自豐原轉運中心起，經豐原區水源路、富陽路、豐勢路、國豐路三段、國豐路二段、后里區三豐路三段、星科路、后科路一段、馬場路、寺山路、內東路、甲后路一段三豐路四段、九甲七路、安眉路、月眉東路、月眉南路、月眉東路、甲后路三段、外埔區甲后路三、四段、大甲區甲后路五段、水源路、中山路一段、文武路、新政路、經國路、興安路、新政路到新政大安港路口。

### 時刻表
- 時刻表僅供參考，請以台中客運及中台灣客運網站公告為準。
- 時刻表更新日期為2025年3月7日。

| 台中市公車811路平日時刻列表 | 台中市公車811路平日時刻列表 | 台中市公車811路平日時刻列表 | 台中市公車811路平日時刻列表 |
| --------------------------- | --------------------------- | --------------------------- | --------------------------- |
| 豐原轉運中心 開時刻         | 豐原轉運中心 開備註         | 新政大安港路口開時刻        | 新政大安港路口開備註        |
| 06:20                       | -                           | 06:00                       | -                           |
| 07:30                       | -                           | 08:00                       | -                           |
| 10:20                       | -                           | 09:20                       | -                           |
| 11:00                       | -                           | 12:00                       | -                           |
| 15:00                       | -                           | 15:00                       | -                           |
| 17:10                       | -                           | 17:00                       | -                           |

| 台中市公車811路例假日時刻表 | 台中市公車811路例假日時刻表 | 台中市公車811路例假日時刻表 | 台中市公車811路例假日時刻表 |
| --------------------------- | --------------------------- | --------------------------- | --------------------------- |
| 豐原轉運中心 開時刻         | 豐原轉運中心 開備註         | 新政大安港路口開時刻        | 新政大安港路口開備註        |
| 06:30                       | -                           | 07:10                       | -                           |
| 09:00                       | -                           | 08:00                       | -                           |
| 09:50                       | -                           | 10:50                       | -                           |
| 13:00                       | -                           | 11:40                       | -                           |
| 15:50                       | -                           | 15:20                       | -                           |
| 17:20                       | -                           | 16:40                       | -                           |

### 收費
依里程計費；刷卡十公里免費

### 停站
參見右側路線圖。